# Parco naturale dello Psiloritis
Il Parco naturale dello Psiloritis (in greco Φυσικό Πάρκο Ψηλορείτη) è uno dei due geoparchi della Grecia (l'altro è quello dell'isola di Lesbo).

## Storia
Il parco fa parte dal 2001 della rete europea European Geoparks Network e della rete UNESCO Rete di geoparchi globale. La sua creazione è stata una iniziativa delle amministrazioni locali cretesi, e la gestione del parco è affidata a un comitato sotto la supervisione della società AKOMM Psiloritis S.A.. Il Museo di storia naturale di Creta, una branca dell'Università di Creta, fornisce al parco la consulenza scientifica..

## Caratteristiche
Il Parco naturale dello Psiloritis si estende dal massiccio del Monte Ida (anche noto comePsiloritis) fino alla costa nord dell'isola di Creta, bagnata dall'omonimo mare; la sua area è di 1.159  km2. Amministrativamente l'area protetta si trova a cavallo tra le unità periferiche di Rethymno e di Herákleion. La sede principale dell'ente parco si trova nella municipalità di Anogeia.
L'obiettivo del parco è la conservazione delle specificità naturali e culturali dell'area dello Psiloritis mediante attività promozionali, informative ed educative, nonché di favorire lo sviluppo sostenibile della zona tramite iniziative come il geoturismo, l'ecoturismo e l'agriturismo. Le particolarità geologiche della zona fanno sì che molte università di tutto il mondo organizzino all'interno dell'area protetta viaggi di istruzione per i propri studenti e rilievi geologici sul campo.
Tra le varie formazioni geologiche presenti particolarmente significative sono le grotte la più famosa delle quali, almeno per il pubblico non specialistico, è la Grotta di Psychro, un importante sito archeologico legato al mito di Zeus. Le cavità naturali, come altre strutture caratteristiche del parco, sono legate alla natura carsica della zona del Monte Ida.

## Attività

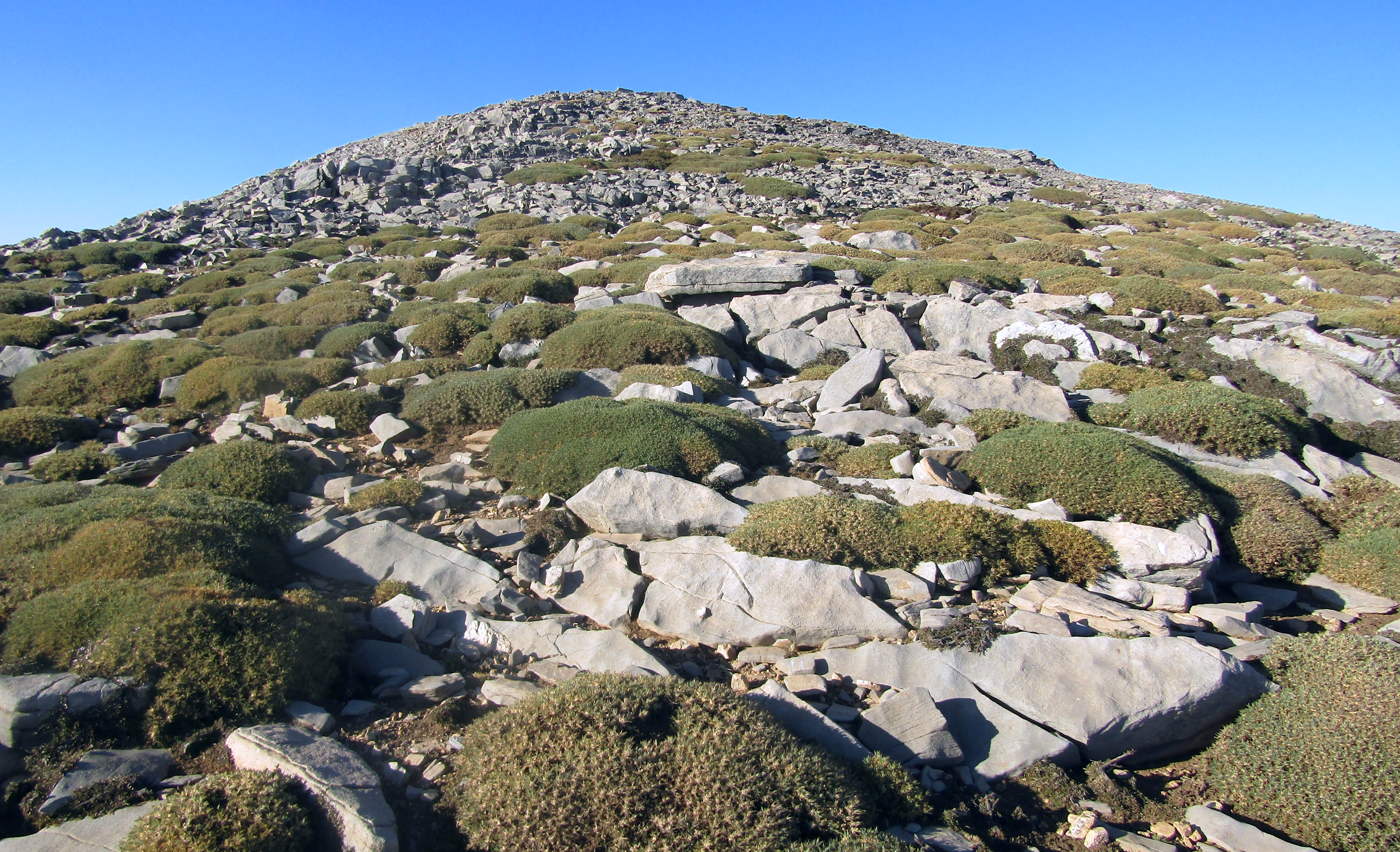
Vegetazione xerofila su terreno carsico di alta quota (Monte Agathias)

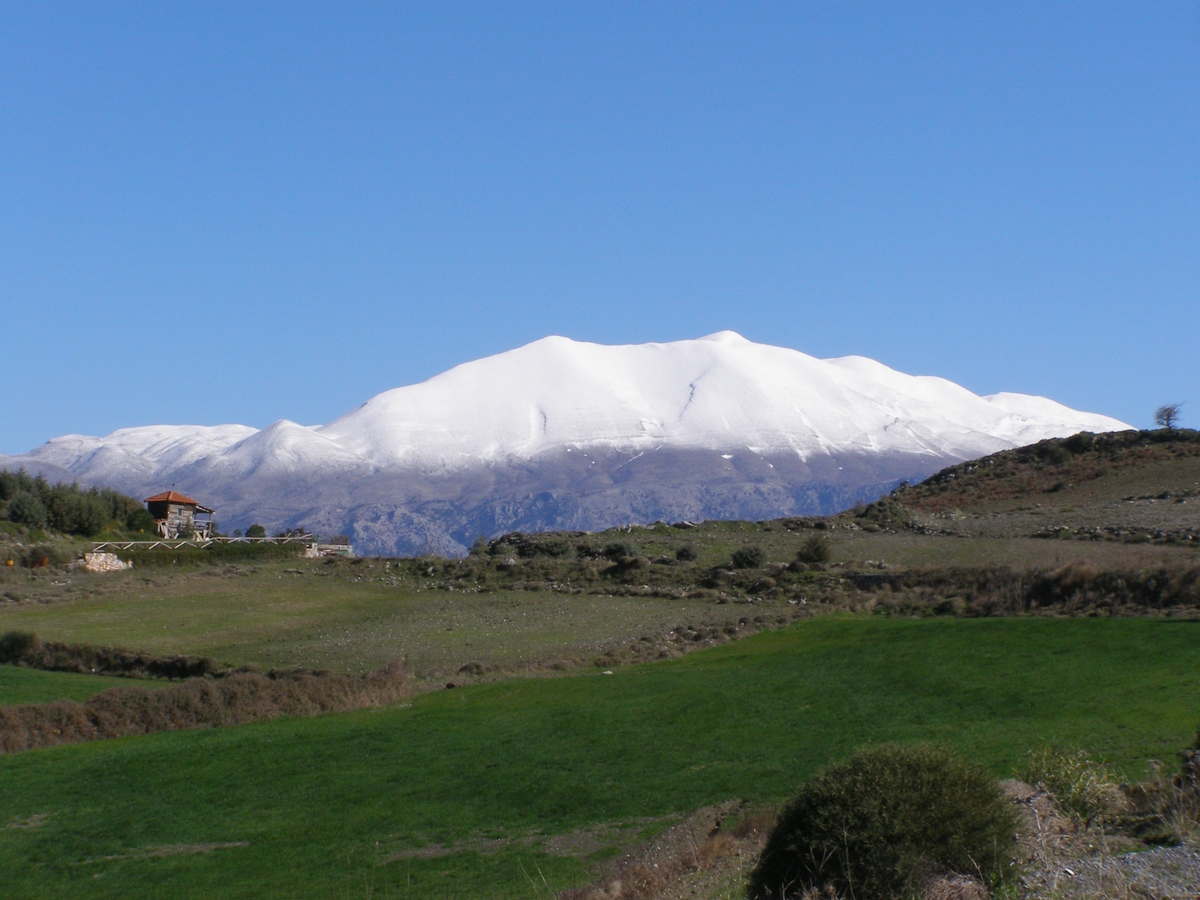
Lo Psiloritis innevato

Data la vastità dell'area protetta e la sua grande varietà ambientale le attività che si possono svolgere al suo interno sono molte, alcune delle quali legate al turismo balneare sulla costa nord. Oltre al bird watching e allo studio della fauna selvatica (tra la quale si segnala la presenza dell'endemica capra kri-kri), esiste una discreta rete di sentieri che si sviluppa attorno al sentiero europeo E4 e si appoggia su alcuni rifugi. D'inverno sul massiccio del monte Ida è inoltre possibile praticare sia lo sci alpinismo che lo sci da discesa, grazie ad alcuni impianti di risalita.